# Hucho ishikawae
Hucho ishikawae és una espècie de peix de la família dels salmònids i de l'ordre dels salmoniformes.

## Morfologia
- Els mascles poden assolir 50 cm de longitud total.[2][3]

## Hàbitat
Viu en zones d'aigües dolces temperades.

## Distribució geogràfica
Es troba a Àsia: Corea.